# Pilosocereus aurisetus
Pilosocereus aurisetus ist eine Pflanzenart in der Gattung Pilosocereus aus der Familie der Kakteengewächse (Cactaceae). Das Artepitheton aurisetus bedeutet ‚goldborstig‘.

## Beschreibung
Pilosocereus aurisetus wächst strauchig, verzweigt nur der Basis und erreicht Wuchshöhen von 1 bis 3 Metern. Die aufrechten Triebe sind schwach verholzt und haben Durchmesser von 2,8 bis 7 Zentimetern. Es sind 10 bis 17 Rippen vorhanden. Die 17 bis 25 Dornen sind durchscheinend weiß bis goldgelb. Die aufsteigenden bis abstehenden 5 bis 9 Mitteldornen sind 0,8 bis 2,5 Zentimeter (selten bis 3 Zentimeter) lang. Die 12 bis 16 ausgebreiteten Randdornen sind 7 bis 11 Millimeter lang. Der blühfähige Teil der Triebe ist sehr deutlich ausgeprägt. Er befindet sich an der Seite bis an der Spitze der Triebe. Die dortigen Areolen sind reichlich mit langen Haaren und goldgelben Borsten besetzt.
Die trichterförmigen, weiß bis weißlich rosafarbenen Blüten sind an der Außenseite dunkler rosafarben. Sie sind 3,2 bis 5 Zentimeter lang und weisen Durchmesser von 3 bis 4 Zentimetern auf. Die niedergedrückt kugelförmigen Früchte sind 2 bis 3 Zentimeter lang, reißen mittig rundherum auf und enthalten ein weißes Fruchtfleisch.

## Systematik, Verbreitung und Gefährdung
Pilosocereus aurisetus ist im brasilianischen Bundesstaat Minas Gerais verbreitet.
Die Erstbeschreibung als Pilocereus aurisetus wurde 1933 von Erich Werdermann (1892–1959) veröffentlicht. Ronald Stewart Byles und Gordon Douglas Rowley stellten sie 1957 in die Gattung Pilosocereus. Weitere nomenklatorische Synonyme sind Cephalocereus aurisetus (Werderm.) Werderm. ex Borg (1937) und Pseudopilocereus aurisetus (Werderm.) Buxb. (1968).
Pilosocereus aurisetus wird in der Roten Liste gefährdeter Arten der IUCN von 2013 als „Least Concern (LC)“, d. h. als nicht gefährdet geführt.

## Nachweise

## Weiterführende Literatur
- Vanessa Romero Godofredo, Gladys Flávia Melo-de-Pinna: Occurrence of wide-band tracheids in Cactaceae: wood variation during Pilosocereus aurisetus development. In: The Journal of the Torrey Botanical Society. Band 135, Nummer 1, 2008, S. 94–102, DOI:10.3159/07-RA-025R.1.